# Транспорт Гондурасу
Транспорт Гондурасу представлений автомобільним , залізничним , повітряним , водним (морським, річковим) , у населених пунктах  та у міжміському сполученні діє громадський транспорт пасажирських перевезень. Площа країни дорівнює 112 090 км² (103-тє місце у світі). Форма території країни — відносно компактна, видовжена в широтному напрямку; максимальна дистанція з півночі на південь — 385 км, зі сходу на захід — 650 км. Географічне положення Гондурасу дозволяє країні контролювати транспортні шляхи між країнами Північної Америки, Мексики та країнами Месоамерики, Південної Америки (Панамериканське шосе); між акваторіями Атлантичного і Тихого океанів.

## Автомобільний
Загальна довжина автошляхів у Гондурасі, станом на 2012 рік, дорівнює 14 742 км, з яких 3 367 км із твердим покриттям і 11 375 км без нього (123-тє місце у світі).

## Залізничний
Загальна довжина залізничних колій країни, станом на 2014 рік, становила 699 км (100-те місце у світі), з яких 164 км вузької 1067-мм колії, 115 км вузької 1057-мм колії та 420 км вузької 914-мм колії.

## Повітряний
У країні, станом на 2013 рік, діє 103 аеропорти (54-те місце у світі), з них 13 із твердим покриттям злітно-посадкових смуг і 90 із ґрунтовим. Аеропорти країни за довжиною злітно-посадкових смуг розподіляються наступним чином (у дужках окремо кількість без твердого покриття):
- від 10 тис. до 8 тис. футів (3047-2438 м) — 3 (0);
- від 8 тис. до 5 тис. футів (2437—1524 м) — 3 (1);
- від 5 тис. до 3 тис. футів (1523—914 м) — 4 (16);
- коротші за 3 тис. футів (<914 м) — 3 (73)[1].

У країні, станом на 2015 рік, зареєстровано 5 авіапідприємств, які оперують 10 повітряними суднами. За 2015 рік загальний пасажирообіг на внутрішніх і міжнародних рейсах становив 251,15 тис. осіб. За 2015 рік повітряним транспортом було перевезено 502,5 тис. тонно-кілометрів вантажів (без врахування багажу пасажирів).
Гондурас є членом Міжнародної організації цивільної авіації (ICAO). Згідно зі статтею 20 Чиказької конвенції про міжнародну цивільну авіацію 1944 року, Міжнародна організація цивільної авіації для повітряних суден країни, станом на 2016 рік, закріпила реєстраційний префікс — HR, заснований на радіопозивних, виділених Міжнародним союзом електрозв'язку (ITU). Аеропорти Гондурасу мають літерний код ІКАО, що починається з — MH.

## Водний

### Морський
Головні морські порти країни: Ла-Сейба, Пуерто-Кортес, Сан-Лоренцо, Тела.
Морський торговий флот країни, станом на 2010 рік, складався з 88 морських суден з тоннажем більшим за 1 тис. реєстрових тонн (GRT) кожне (55-те місце у світі), з яких: балкерів — 5, суховантажів — 39, інших вантажних суден — 2, танкерів для хімічної продукції — 5, контейнеровозів — 1, пасажирських суден — 4, вантажно-пасажирських суден — 1, нафтових танкерів — 21, рефрижераторів — 7, ролкерів — 3.
Станом на 2010 рік, кількість морських торгових суден, що ходять під прапором країни, але є власністю інших держав — 47 (Бахрейну — 5, Канади — 1, Чилі — 1, Китайської Народної Республіки — 2, Єгипту — 2, Греції — 4, Ізраїлю — 1, Японії — 4, Лівану — 2, Чорногорії — 1, Панами — 1, Сінгапуру — 11, Південної Кореї — 6, Тайваню — 1, Таїланду — 2, Об'єднаних Арабських Еміратів — 1, Великої Британії — 1, Сполучених Штатів Америки — 1).

### Річковий
Загальна довжина судноплавних ділянок річок і водних шляхів доступних для суден з малим дедвейтом більше за 500 тонн 2012 року становила 465 км (84-те місце у світі).

## Державне управління
Держава здійснює управління транспортною інфраструктурою країни через міністерство інфраструктури та енергетики. Станом на 10 травня 2016 року міністерство в уряді Хуана Орландо Хернандеса Альварадо очолював Роберто Ордонес.

### Українською
- Атлас. 10-11 клас. Економічна і соціальна географія світу / упорядники :  О. Я. Скуратович, Н. І. Чанцева. — К. : ДНВП «Картографія», 2010. — ISBN 978-966-475-639-3.
- Атлас світу / голов. ред. І. С. Руденко ; зав. ред. В. В. Радченко ; відп. ред. О. В. Вакуленко. — К. : ДНВП «Картографія», 2005. — 336 с. — ISBN 9666315467.
- Безуглий В. В. Економічна і соціальна географія зарубіжних країн : Навчальний посібник. — К. : ВЦ «Академія», 2007. — 704 с. — ISBN 978-966-580-239-6.
- Безуглий В. В., Козинець С. В. Регіональна економічна і соціальна географія світу : Навчальний посібник. — видання 2-ге, доп., перероб. — К. : ВЦ «Академія», 2007. — 688 с. — ISBN 966-580-144-9.
- Головченко В., Кравчук О. Країнознавство: Азія, Африка, Латинська Америка, Австралія і Океанія. — К., 2006. — 335 с. — ISBN 966-8939-04-2.
- Дахно І. І. Країни світу: Енциклопедичний довідник / І. І. Дахно, С. М. Тимофієв. — К. : Мапа, 2011. — 606 с. — (Бібліотека нового українця) — ISBN 978-966-8804-23-6.
- Дахно І. І. Економічна географія зарубіжних країн : навчальний посібник. — К. : Центр учбової літератури, 2014. — 319 с. — ISBN 978-611-01-0682-5.
- Дорошенко В. І. Географія транспорту : Навчальний посібник / В. І. Дорошенко, К. Д. Діденко. — К. : Київський нац. ун-т ім. Т. Шевченка, 2010. — 183 с. — ISBN 978-966-439-329-1.
- Дубович І. А. Країнознавчий словник-довідник. — 5-те вид., перероб. і доп. — К. : Знання, 2008. — 839 с. — ISBN 978-966-346-330-8.
- Економічна і соціальна географія країн світу : Навчальний посібник / За ред. С. П. Кузика. — Л. : Світ, 2002. — 672 с. — ISBN 966-603-178-7.
- Зарубіжна транспортна географія : навчальний посібник / уклад. : Петрашевський О. Л. и др. — К. : Національний транспортний університет, 2015. — 95 с. — ISBN 978-966-632-227-5.
- Книш М. М., Мамчур О. І. Регіональна економічна і соціальна географія світу (Латинська Америка та Карибські країни, Африка, Азія, Океанія) : навч. посіб. — Л. : ЛНУ ім. Івана Франка, 2013. — 368 с. — ISBN 978-617-10-0007-0.
- Кузик С. П., Книш М. М. Економічна і соціальна географія країн Америки : навч. посіб. — Л. : ЛНУ ім. Івана Франка, 1999. — 299 с. — ISBN 966-613-026-2.
- Юрківський В. М. Регіональна економічна і соціальна географія. Зарубіжні країни : Підручник. — К. : Либідь, 2001. — 416 с. — ISBN 966-06-0092-5.

### Англійською
- (англ.) Modern Transport Geography / Hoyle, B. and R. Knowles (eds). — Second Edition,. — London : Wiley, 1998.
- (англ.) Rodrigue, J-P. The Geography of Transport Systems. — Fourth Edition. — N. Y. : Routledge, 2017. — 440 с. — ISBN 978-1138669574.
- (англ.) Taaffe E. J., Gauthier H. L. and O'Kelly M. E. Geography of transportation. — Second Edition. — N. Y. : Prentice Hall, 1996. — ISBN 0-13-368572-1.
- (англ.) Black, W. Transportation: A Geographical Analysis. — N. Y. : Guilford, 2003.

### Російською
- (рос.) Гондурас // Латинская Америка. Энциклопедический справочник [в 2-х тт.] / Главный редактор В. В. Вольский. — М. : Советская энциклопедия, 1979. — Т. 1. А-К. — С. 462.
- (рос.) Максаковский В. П. Географическая картина мира. Книга I: Общая характеристика мира. — М. : Дрофа, 2008. — 495 с. — ISBN 978-5-358-05275-8.
- (рос.) Максаковский В. П. Географическая картина мира. Книга II: Региональная характеристика мира. — М. : Дрофа, 2009. — 480 с. — ISBN 978-5-358-06280-1.
- (рос.) Физико-географический атлас мира. — М. : Академия наук СССР и главное управление геодезии и картографии ГГК СССР, 1964. — 298 с.
- (рос.) Шаповал Н. С. Транспортная география и транспортные системы мира : учебное пособие. — К. : Центр учбової літератури, 2006. — 188 с. — ISBN 000-0000-00-4.
- (рос.) Экономическая, социальная и политическая география мира. Регионы и страны / под ред. С. Б. Лаврова, Н. В. Каледина. — М. : Гардарики, 2002. — 928 с. — ISBN 5-8297-0039-5.
- (рос.) Энциклопедия стран мира / глав. ред. Н. А. Симония. — М. : НПО «Экономика» РАН, отделение общественных наук, 2004. — 1319 с. — ISBN 5-282-02318-0.